# تری‌متیل‌سیلیل
تری‌متیل‌سیلیل (به انگلیسی: Trimethylsilyl) یک ترکیب شیمیایی با شناسه پاب‌کم ۱۲۳۳۶۲ است.